# Philibertia micrantha
Philibertia micrantha är en oleanderväxtart som först beskrevs av Gustaf Oskar Andersson Malme, och fick sitt nu gällande namn av Goyder. Philibertia micrantha ingår i släktet Philibertia och familjen oleanderväxter. Inga underarter finns listade i Catalogue of Life.